# ۵۸۷ (قمری)
۵۸۷ (قمری)، پانصد و هشتاد و هفتمین سال در گاهشماری هجری قمری است. اول محرم این سال برابر با پنجم فوریه سال ۱۱۹۱ میلادی است.